# Mariakapel (Leunen)

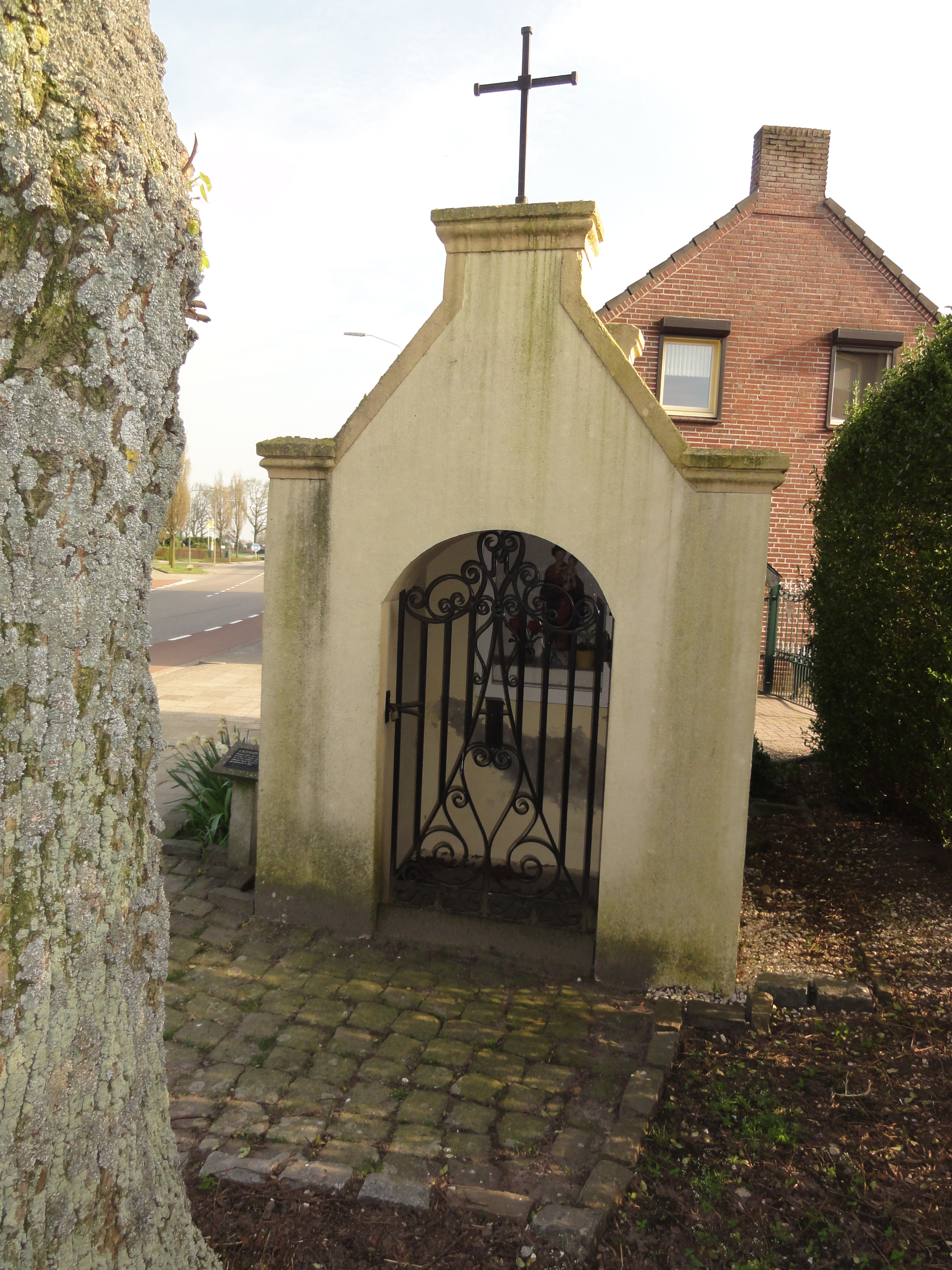
De Mariakapel

De Mariakapel is een kapel in Leunen in de Nederlands Noord-Limburgse gemeente Venray. De kapel staat onder een grote lindeboom aan de zuidkant van het dorp aan de Horsterweg bij nummer 2. Op ongeveer een kilometer zuidelijker staat de Antonius Abt en Barbarakapel.
De kapel is gewijd aan Maria.

## Geschiedenis
Aan het begin van de 17e eeuw werd de kapel gebouwd.
In 1930 werd de kapel gerestaureerd.

## Bouwwerk
De wit-crèmekleurig gepleisterde kapel is opgetrokken op een rechthoekig plattegrond en gedekt door een verzonken zadeldak met leien. De frontgevel en de achtergevel zijn een tuitgevel met schouderstukken waarbij de bovenrand van beide gevels in een donkerdere tint uitgevoerd zijn dan de rest van de gevels. Op de top van de frontgevel staat een ijzeren kruis. De kapel heeft geen vensters en in de frontgevel bevindt zich de rondboogvormige toegang dat wordt afgesloten met een hek met siersmeedwerk.
Van binnen is de kapel licht gepleisterd. In de achterwand is een rondboogvormige nis aangebracht die wordt afgesloten met een glasplaat. In de nis staat een Mariabeeld met kindje Jezus. Het oorspronkelijke beeld is verhuisd naar de Sint-Catharinakerk.